# Parti démocratique populaire du Tadjikistan
Le Parti démocratique populaire du Tadjikistan (en tadjik : Ҳизби халқии демократии Тоҷикистон) est un parti politique du Tadjikistan. Principale force politique du pays, ses membres occupent 49 des 63 sièges de l'Assemblée des représentants. Depuis avril 1998, son dirigeant est Emomali Rahmon, le président du pays.

## Résultats électoraux
| Année | Chef            | Voix      | %     | Sièges  | +/– | Position | Gouvernement             |
| ----- | --------------- | --------- | ----- | ------- | --- | -------- | ------------------------ |
| 1995  | Emomalii Rahmon |           |       | 5 / 181 | 5   | 2e       | Opposition               |
| 2000  | Emomalii Rahmon |           |       | 47 / 63 | 42  | 1er      | Gouvernement majoritaire |
| 2005  | Emomalii Rahmon | 1 666 909 | 64,5  | 49 / 63 | 2   | 1er      | Gouvernement majoritaire |
| 2010  | Emomalii Rahmon | 2 321 436 | 71,0  | 55 / 63 | 6   | 1er      | Gouvernement majoritaire |
| 2015  | Emomalii Rahmon |           | 62,5  | 51 / 63 | 4   | 1er      | Gouvernement majoritaire |
| 2020  | Emomalii Rahmon |           | 50,4  | 47 / 63 | 4   | 1er      | Gouvernement majoritaire |
| 2025  | Emomalii Rahmon | 2 435 541 | 52,45 | 49 / 63 | 2   | 1er      | Gouvernement majoritaire |